# Bayerische Oberlandbahn
A Bayerische Oberlandbahn GmbH (röviden BOB) egy magántulajdonban lévő vasúttársaság Münchenben, Németországban. Székhelye Holzkirchen. A BOB vonatok kapcsolatot biztosítanak a bajor főváros és az alpesi falvak (Bayrischzell és Lenggries, továbbá a fürdőváros Tengernsee) között. A vonal csak Holzkirchenig villamosított. A forgalmat dízelmotorvonatok szolgálják ki.
1998 március 31-én alakult és még ugyanebben az évben el is indította a szolgáltatását. A kezdetek nem voltak problémamentesek, részben az új Integral motorvonatok miatt. Napjainkban azonban már megbízható szolgáltatássá vált, népszerűsége folyamatosan növekszik. 2003 júniusában újabb Bombardier Talent motorvonatok érkeztek a társasághoz a növekvő utasforgalom miatt.

## Forgalom
A 3-4 részes motorvonatok München Hauptbahnhofról indulnak ütemes menetrend szerint. Legelőször a szerelvény Holzkirchen megállónál válik ketté. Az egyik vonatrész továbbhalad Bayrischzell felé, a többi pedig együtt halad Schaftlach felé, ahol ismét szétválnak két részre. Innen az egyik vonatrész Tegensee állomásra, a másik pedig Lengries állomásra indul tovább. Visszafelé fordított sorrendben kapcsolódnak össze egy újabb 3 vagy 4 részes motorvonattá. Hétközben a hivatásforgalom jelentős, hétvégén pedig a kirándulóforgalom a Bajor-Alpokba. Bicikliszállítás is lehetséges a vonatokon. Autóbuszra való átszállás lehetséges Lenggries és Tegernsee állomásokon Karwendel, Achensee, Rofan városok és a Wendelstein, Sudelfeld, Brauneck, Spitzing sípályák felé.

## Tarifa
Münchenben a vonal az MVV tarifaközösség tagja, városi utazáshoz így igénybe vehető. A nem villamosított szakaszokra napijegyet vagy vonaljegyet kell váltani. A Bayern-Tickettet is elfogadják.

## Járművek
A társaság az alábbi járművekkel rendelkezik:
- egy db V 125 dízelmozdony
- egy db V 126 dízelmozdony
- 31 Alstom Coradia LINT[1]
- 35 Stadler Flirt 3[2]
- 5 Stadler Flirt 1[3]

## Képgaléria

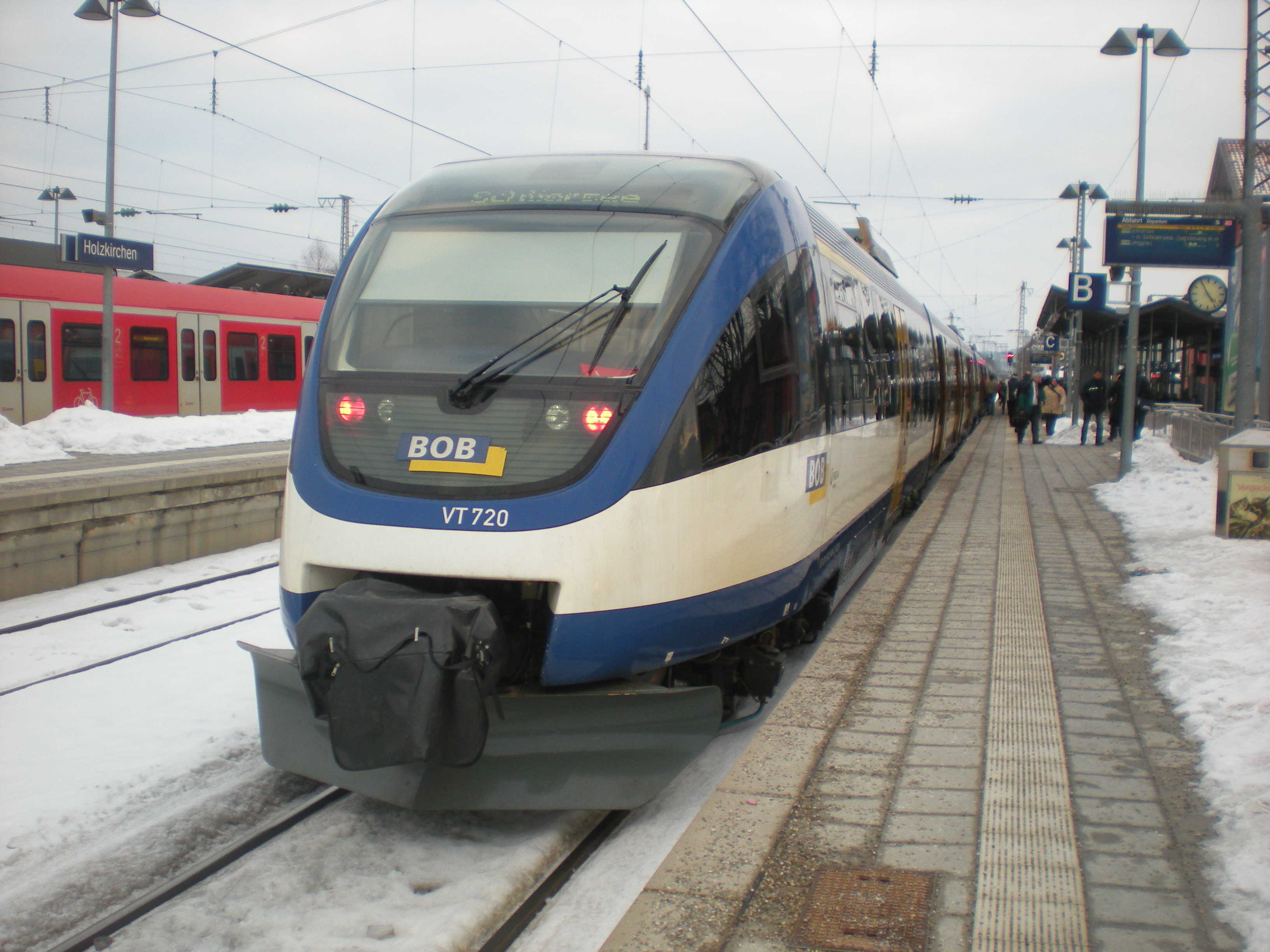
BOB VT 720 motorvonat
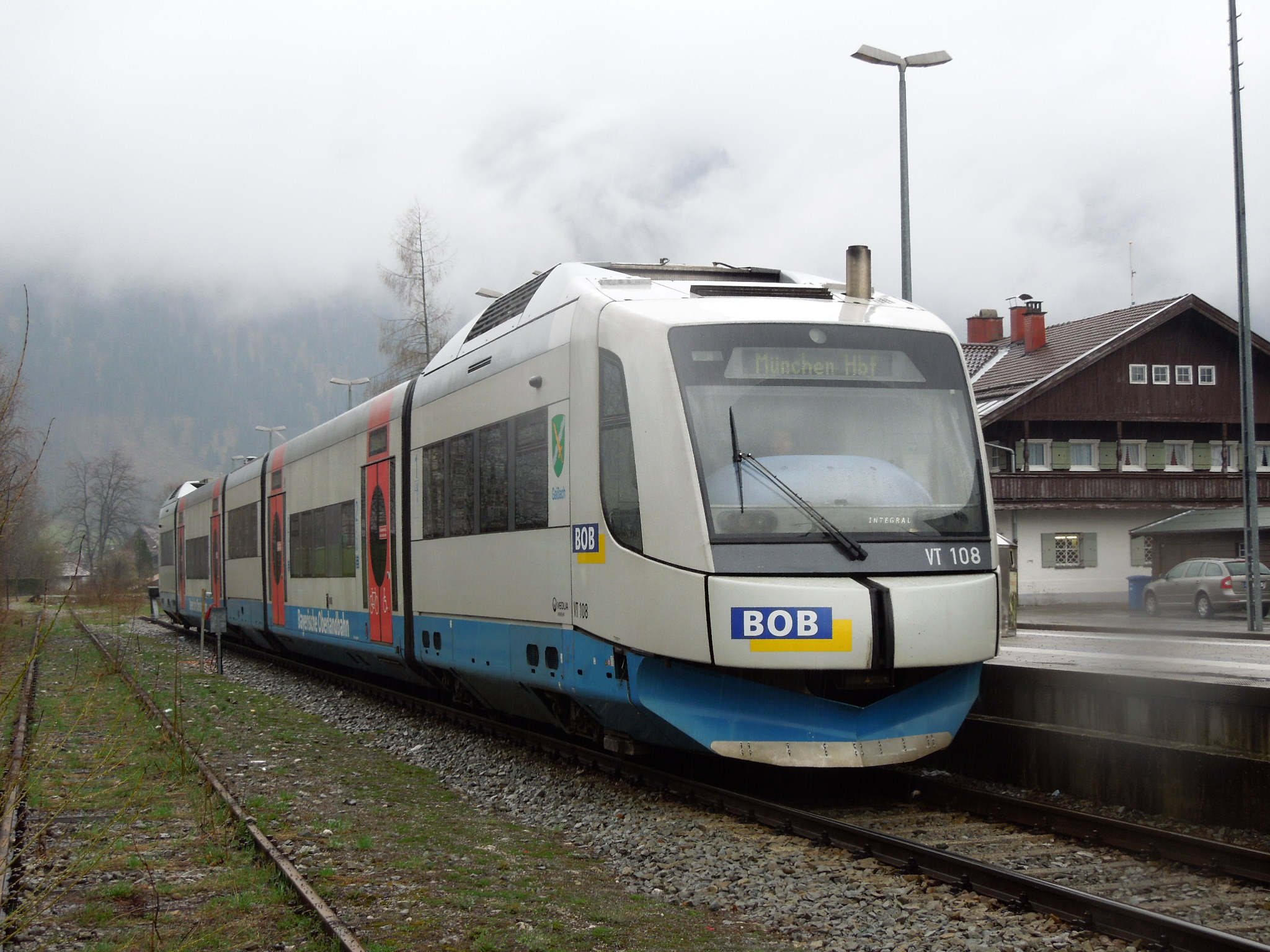
BOB VT 105 Integral motorvonat
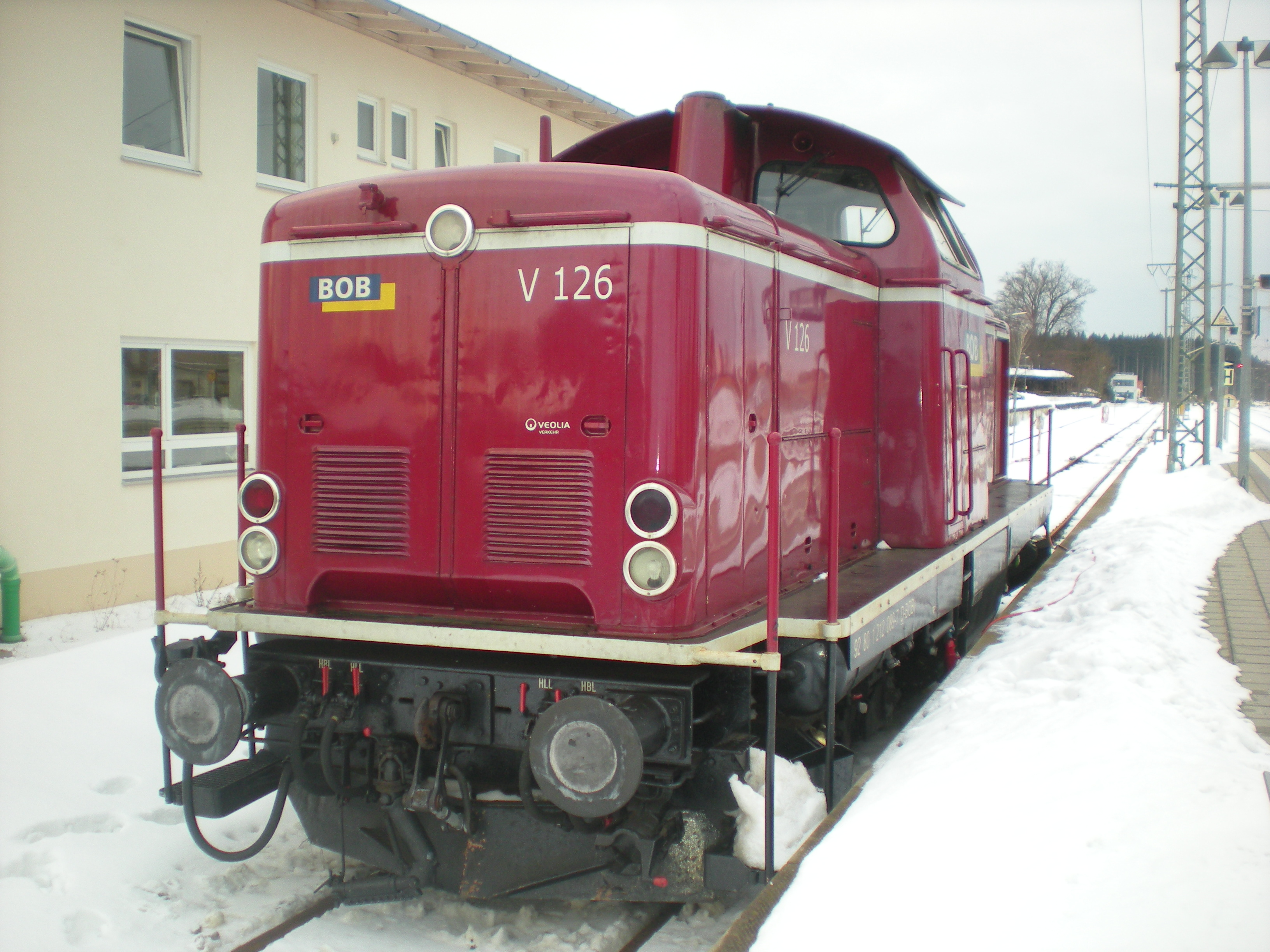
V 126
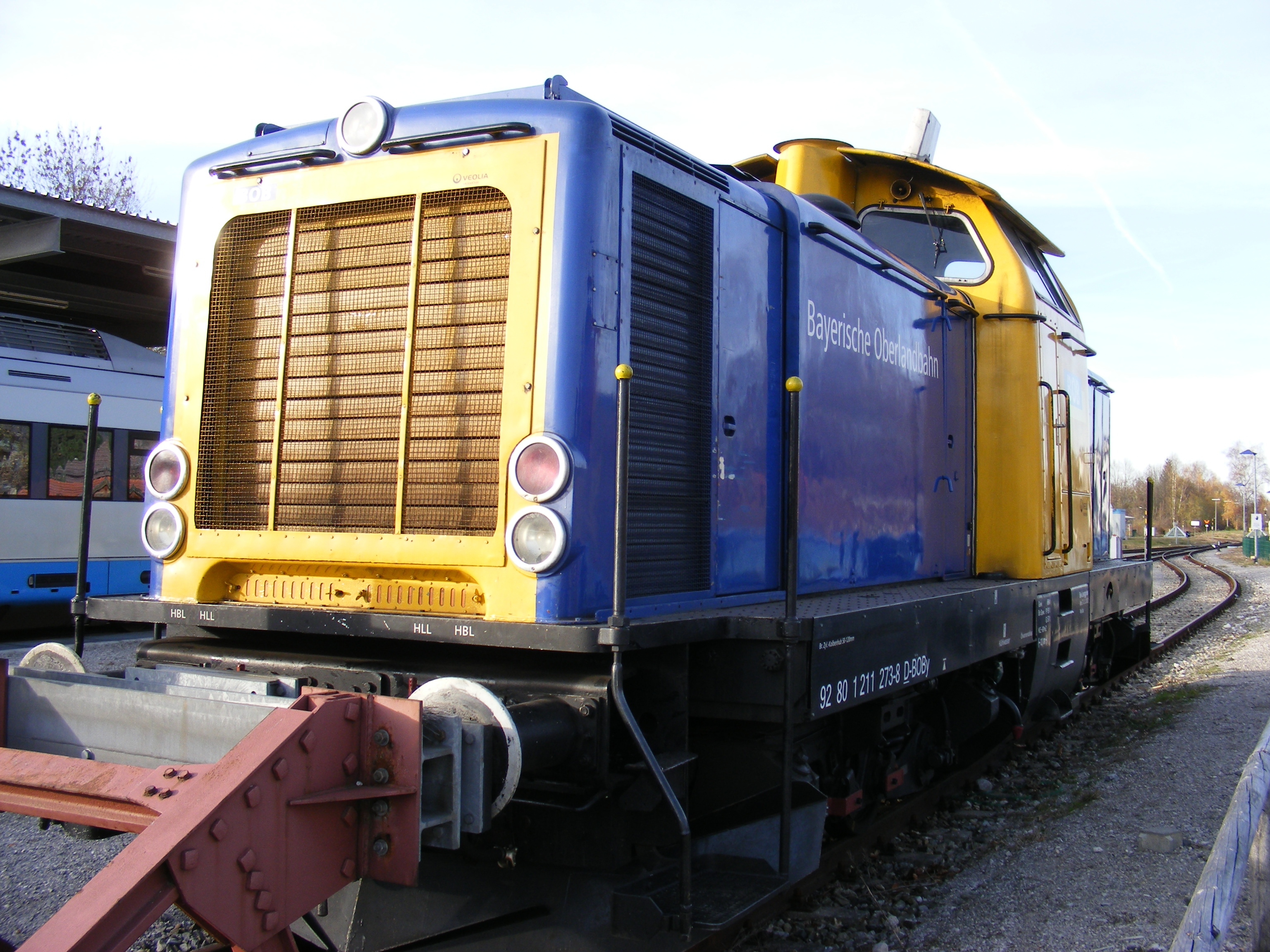
V 125

## Képek

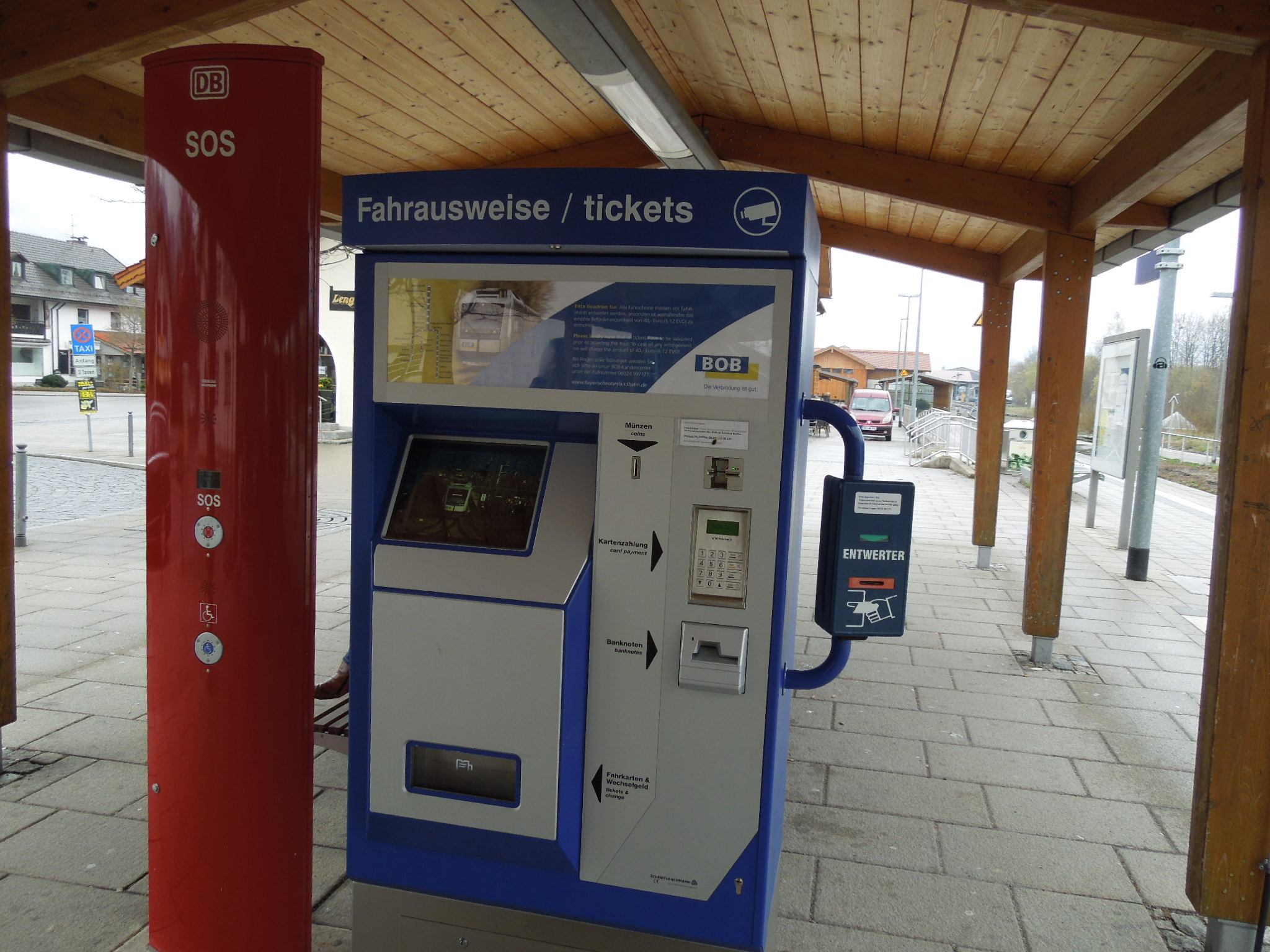
BOB jegyautomata
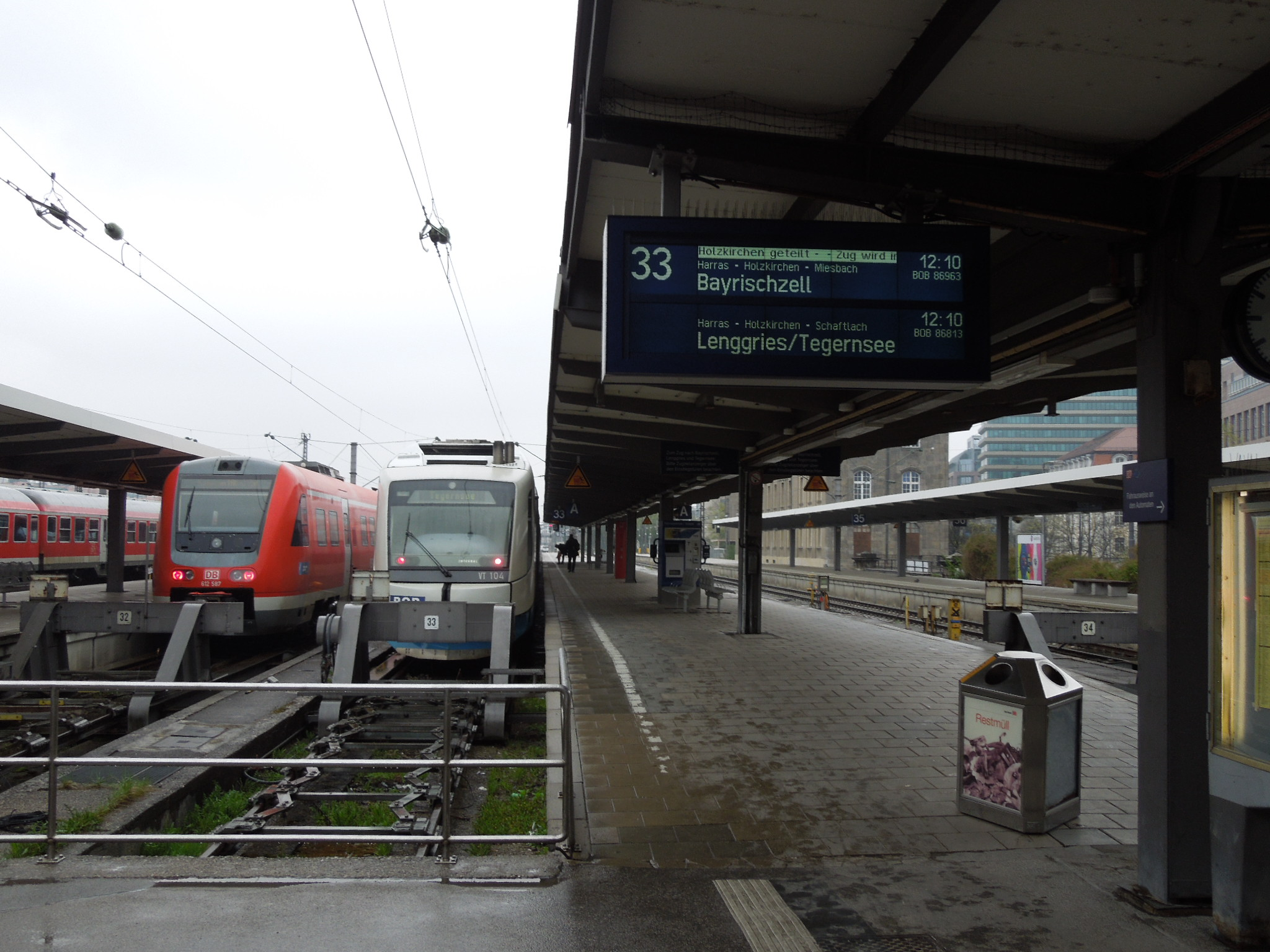
BOB szerelvény várakozik indulásra készen München Hauptbahnhof 33. vágányán
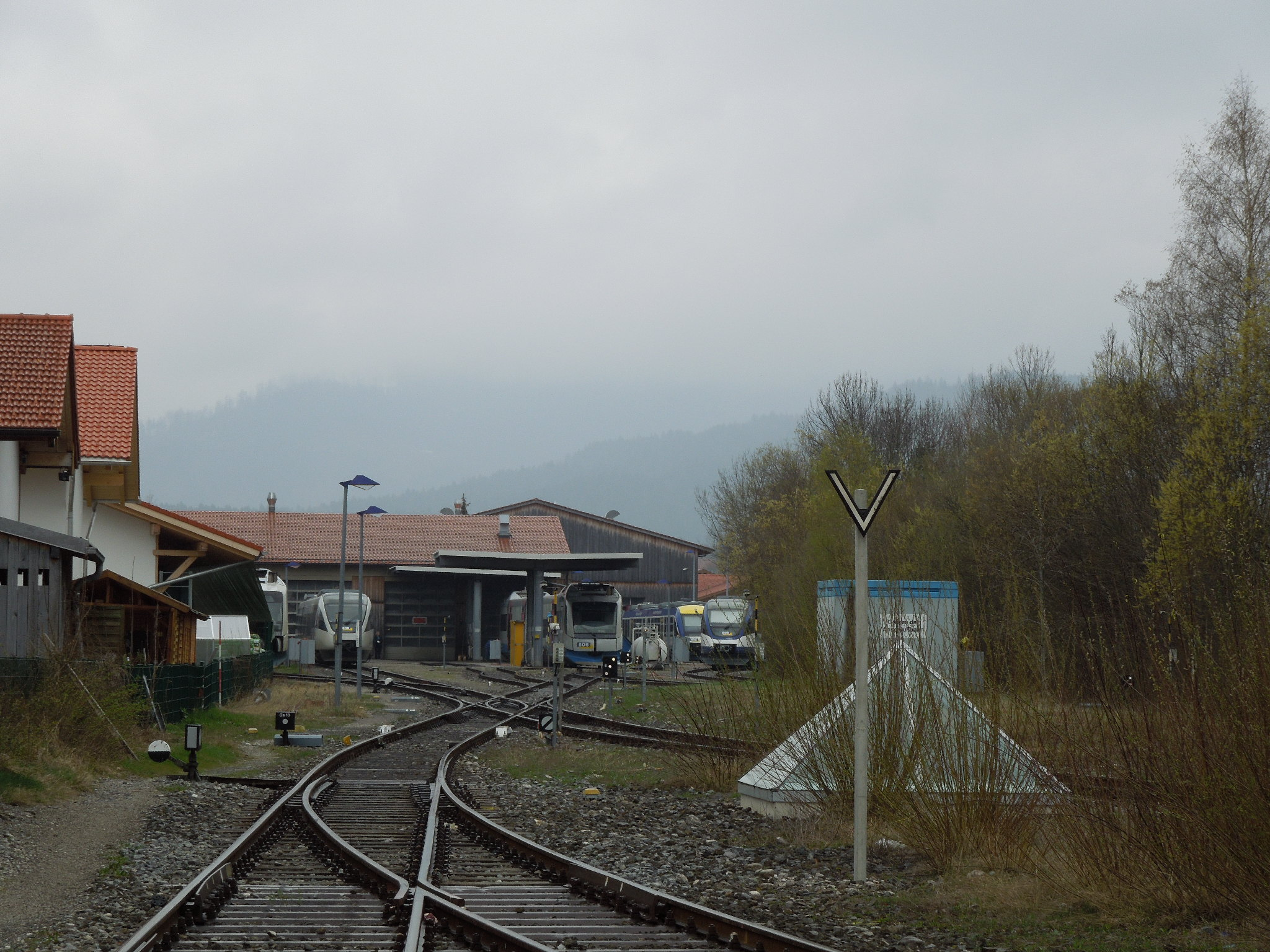
Lenggries állomás fűtőháza
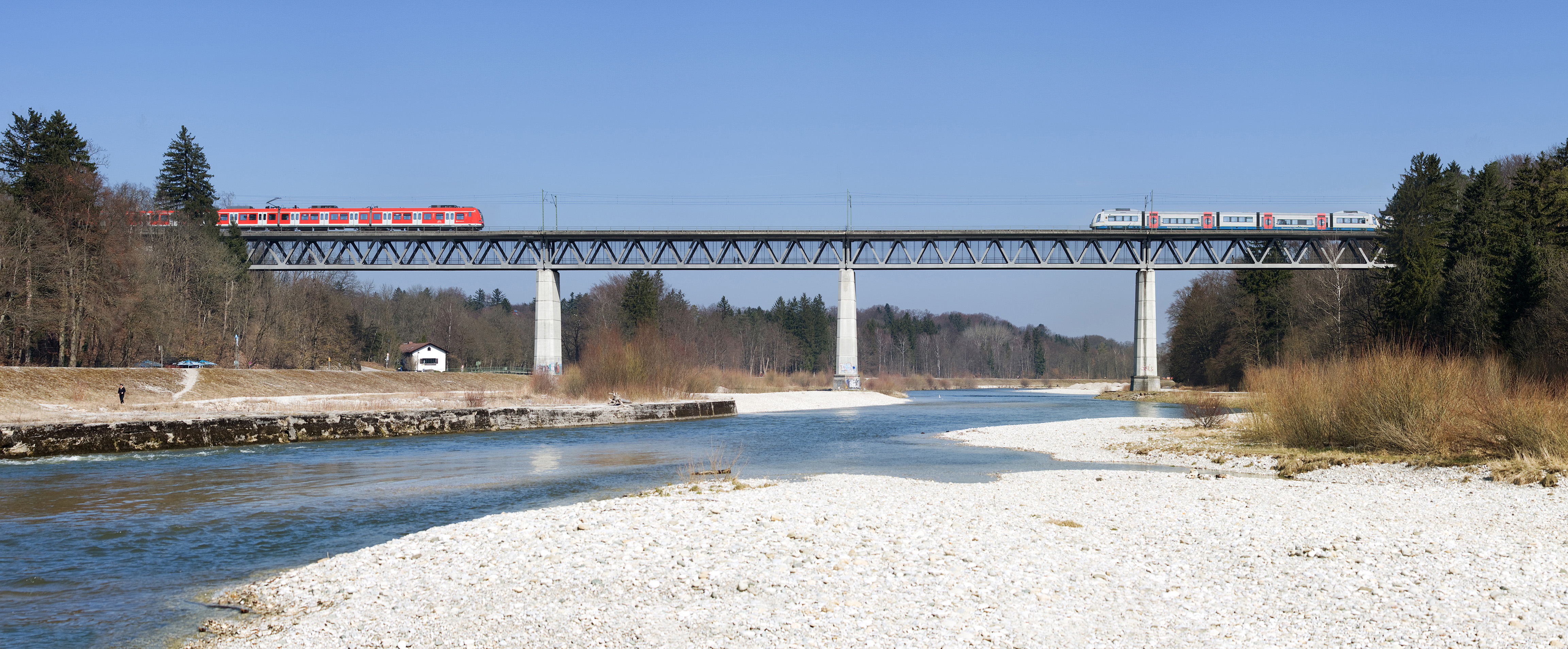
BOB szerelvény halad az Isar felett a Grosshesseloher Brücken